# MOWAG Piranha

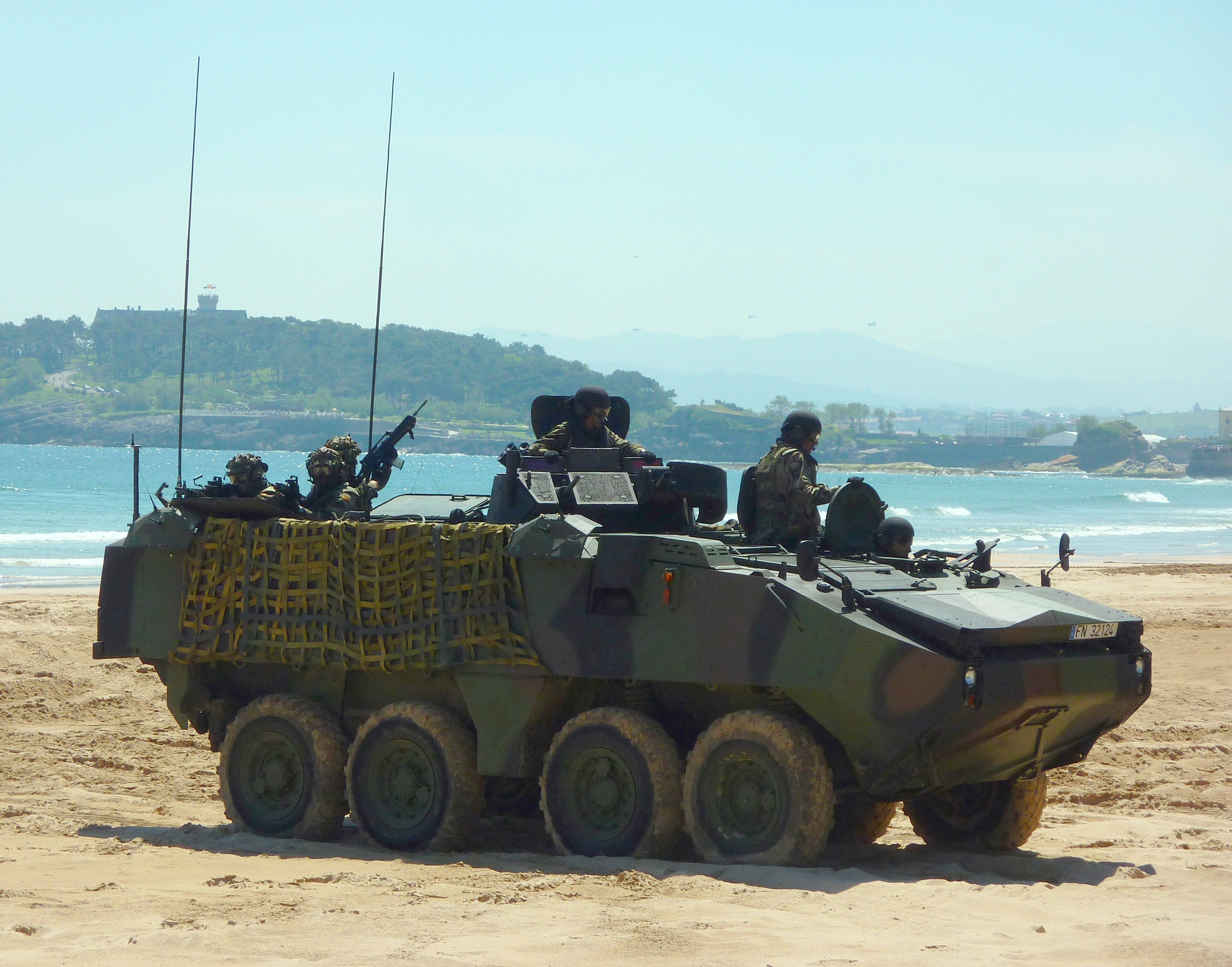
MOWAG Piranha IIIC španělské námořní pěchoty

MOWAG Piranha je rodina obrněných bojových vozidel vyráběných švýcarskou firmou MOWAG (od roku 2010 General Dynamic European Land Systems – Mowag GmbH).
Výroba byla zahájena roku 1972 a od té doby bylo vyrobeno přes 11 000 kusů, jež slouží ve více než 20 zemích světa.

## Vývoj
Obrněnec se vyrábí ve čtyřech verzích podvozku, a sice 4x4, 6x6, 8x8 a dokonce i v poměrně neobvyklé verzi 10x10. Všechna vozidla mají stejný trup a vyznačují se pestrou škálou možností přizpůsobení obrněnec pro zákazníky: byla již přestavěna na vozidla protivzdušné obrany, stíhače tanků, průzkumná vozidla nebo samohybné minomety. Výzbroj tak mohou kromě jiného tvořit kulomety, protitankové řízené střely i 105mm kanóny.

## Varianty

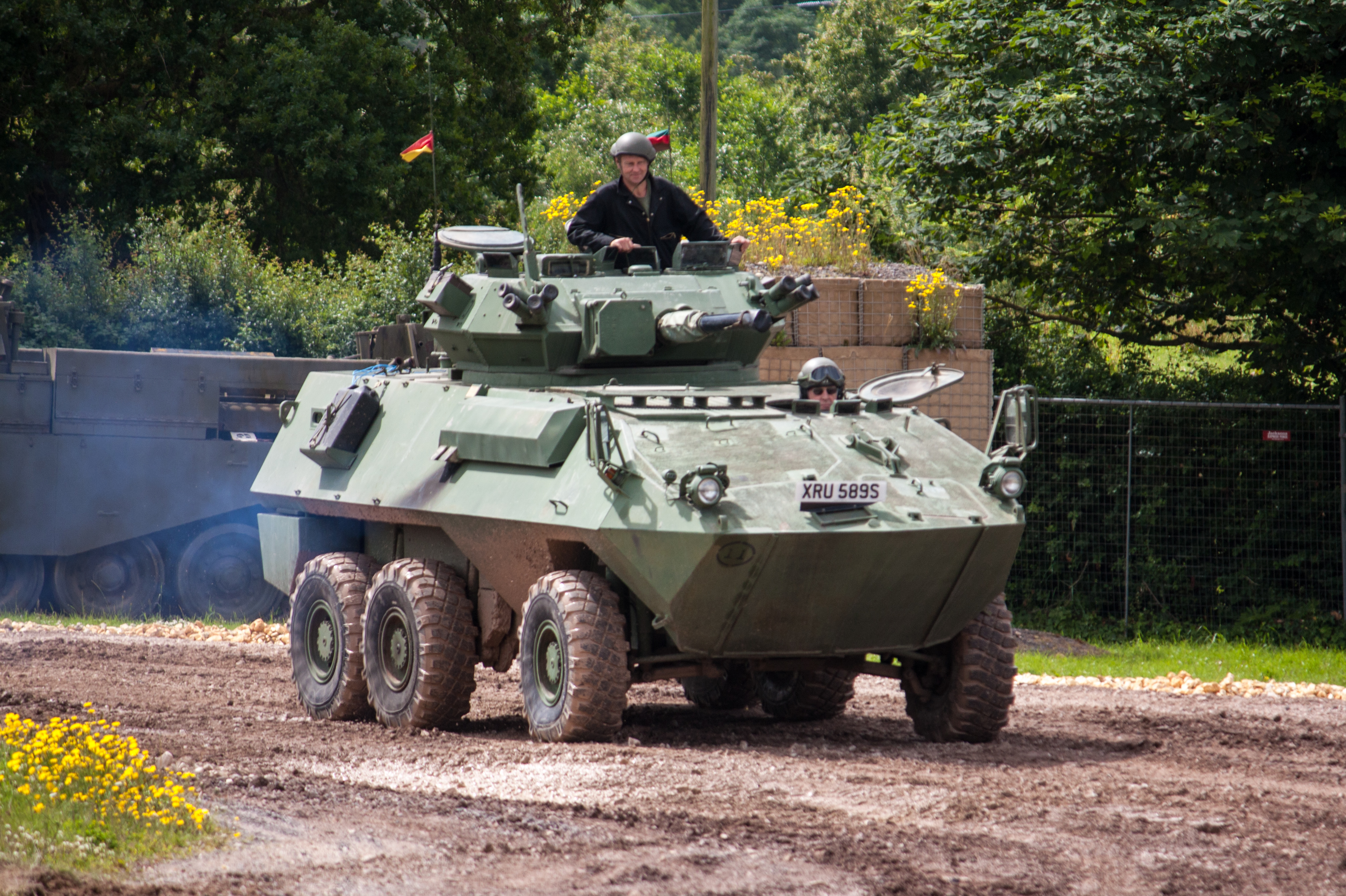
Cougar kanadské armády

### Tuzemské:
- MOWAG Piranha IB 4x4
- MOWAG Piranha IB 6x6
- MOWAG Piranha II 8x8
- MOWAG Piranha III 8x8
- MOWAG Piranha V

### Zahraniční:
- AVGP (Cougar, Grizzly, Husky)
- LAV-25
- LAV III
- Stryker